# Alex Callinicos

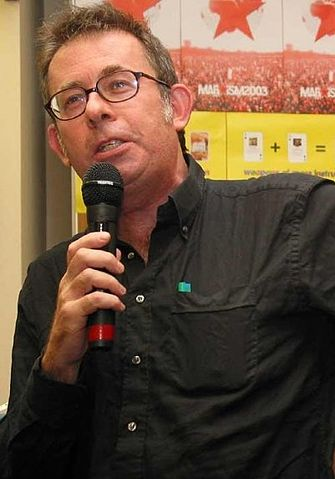
Alex Callinicos, 2009

Alexander Theodore Callinicos (ur. 24 lipca 1950 w Rodezji) – brytyjski trockista, pracownik naukowy i pisarz.

## Życiorys
Urodził się 24 lipca w Rodezji Południowej (obecne Zimbabwe). Jest profesorem Centrum Studiów Europejskich w Londyńskim Kings College. Wydał trzydzieści książek w Wielkiej Brytanii i Stanach Zjednoczonych. Jest liderem Socialist Workers Party, będącej częścią Tendencji Międzynarodowych Socjalistów. Pisze dla czasopisma International Socialism.
Jego ojciec był w okresie II wojny światowej członkiem greckiego antyfaszystowskiego ruchu oporu. Jego matka pochodzi z angielskiej arystokracji, jest wnuczką Lorda Actona.

### Lista publikacji
- 1976: Althusser's Marxism (London: Pluto Press) ISBN 0-904383-02-4
- 1977: Southern Africa after Soweto (com John Rogers) (London: Pluto Press), ISBN 0-904383-42-3
- 1981: Southern Africa after Zimbabwe (London: Pluto) ISBN 0-86104-336-7
- 1982: Is there a future for Marxism? (London: Macmillan). ISBN 0-333-28477-1
- 1983: Marxism and Philosophy (Oxford Paperbacks) (Oxford: Clarendon). ISBN 0-19-876126-0
- 1983: The revolutionary ideas of Karl Marx (London: Bookmarks). ISBN 0-906224-09-8
- 1985: South Africa: the road to revolution (Toronto: International Socialists). ISBN 0-905998-55-3
- 1985: The great strike : the miners’ strike of 1984-5 and its lessons (London: Socialist Worker) ISBN 0-905998-50-2
- 1986: The revolutionary road to Socialism (London: Socialist Workers Party). ISBN 0-905998-53-7
- 1987: The changing working class: essays on class structure today (com Chris Harman) (London: Bookmarks) ISBN 0-906224-40-3
- 1988: South Africa between reform and revolution (London: Bookmarks). ISBN 0-906224-46-2
- 1988: Making history: agency, structure, and change in social theory (Ithaca, N.Y.: Cornell University Press). ISBN 0-8014-2121-7
- 1989: Marxist Theory (editor) (Oxford: Oxford University Press). ISBN 0-19-827294-4
- 1990: Trotskyism (Minneapolis: University of Minnesota Press). ISBN 0-8166-1904-2
- 1991: The revenge of history: Marxism and the East European revolutions ISBN 0-271-00767-2
- 1991: Against Postmodernism: a Marxist critique (Cambridge: Polity Press). ISBN 0-312-04224-8
- 1992: Between apartheid and capitalism: conversations with South African socialists (editor) (London: Bookmarks). ISBN 0-906224-68-3
- 1994: Marxism and the New Imperialism (London ; Chicago, Ill. : Bookmarks). ISBN 0-906224-81-0
- 1995: Theories and narratives (Cambridge: Polity Press). ISBN 0-7456-1201-6
- 1995: Race and class (London: Bookmark Publications). ISBN 0-906224-83-7
- 1995: Socialists in the trade unions (London: Bookmarks) ISBN 1-898876-01-0
- 1999: Social theory: historical introduction (New York: New York University Press). ISBN 0-8147-1593-1
- 2000: Equality (Themes for the 21st Century) (Cambridge: Polity Press). ISBN 0-7456-2324-7
- 2002: Against the Third Way (Cambridge: Polity Press). ISBN 0-7456-2674-2
- 2003: An anti-Capitalist manifesto (Cambridge: Polity Press). ISBN 0-7456-2903-2
- 2003: New mandarins of American power: the Bush administration’s plans for the world (Cambridge: Polity Press). ISBN 0-7456-3274-2
- 2006: The resources of critique (Cambridge: Polity). ISBN 0-7456-3160-6
- 2009: Imperialism and Global Political Economy (Cambridge, Polity). ISBN 0-7456-4045-1
- 2010: Bonfire of Illusions: The Twin Crises of the Liberal World (Polity). ISBN 0-7456-4876-2

## Artykuły
- "The Anti-Capitalist Movement And The Revolutionary Left"
- "The 'New Middle Class' and socialists" (1983)
- "The grand strategy of the American Empire"
- "Plumbing the depths: Marxism and the Holocaust". istendency.net. [zarchiwizowane z tego adresu (2008-05-13)].
- "Interview with Alex Callinicos: The Imperial Assault on the Middle East"
- "Imperialism and Global Political Economy", International Socialism, 108, Autumn 2005.
- "Where is the radical left going?", International Socialism, 120, Autumn 2008.